# Бромберг, Пит
Питер (Пит) Марие Йохан Бромберг (нидерл. Pieter (Piet) Marie Johan Bromberg; 4 марта 1917, Гаага — 27 июля 2001, Вассенар, Южная Голландия) — нидерландский хоккеист на траве, нападающий; тренер. Бронзовый призёр летних Олимпийских игр 1948 года.

## Биография
Пит Бромберг родился 4 марта 1917 года в нидерландском городе Гаага.
Играл в хоккей на траве за ИИХС из Гааги.
В 1948 году вошёл в состав сборной Нидерландов по хоккею на траве на летних Олимпийских играх в Лондоне и завоевал бронзовую медаль. Играл на позиции нападающего, провёл 7 матчей, забил 7 мячей (три в ворота сборной Бельгии, по одному — Франции, Дании, Индии и Пакистану).
По окончании игровой карьеры работал тренером. В 1961—1969 годах тренировал сборную Нидерландов, в том числе на летних Олимпийских играх в 1964 (7-8-е места) и 1968 годах (5-е место).
Покинув спорт, руководил фирмой-дилером автомобильного концерна Ford.
Умер 27 июля 2001 года в нидерландском городе Вассенар.